# 하후패
하후패(夏侯霸, ? ~ 259년 이전)는 중국 삼국 시대의 위나라와 촉한의 무장이다. 자는 중권(仲權)이며, 하후연(夏侯淵)의 차남(연의에서는 하후연의 장남). 백부는 하후돈(夏侯惇)이다.

## 생애
황초 연간에 편장군이 되었고, 조진(曹眞)의 촉 정벌에 선봉으로 참전했다. 정시 연간에 토촉호군우장군이 되어 옹주의 수비를 맡았고, 박창정후에 봉해졌다. 위략에서는 먼저 우장군이 되었고, 사졸을 잘 기르고 서융과 화합하였으며, 정시 연간에 하후유를 대신해 정촉호군이 되어 정서장군 하후현 아래에 속했다. 가평 원년(249년) 조상(曺爽)이 사마의에게 주살되자, 조상과 두터운 관계에 있던 하후패는 신변에 위험을 느껴 촉한으로 망명했다. 당초 조상이 주살된 후 사마의가 하후현을 중앙으로 소환하자, 하후패는 하후현에게 가지 말 것을 권했다. 이 사건들로 말미암아 두려워하던 차에, 옛날 곽회(郭淮)가 옹주자사로 있을 적에 사이가 나빴는데, 그 곽회가 하후현의 후임으로 정서장군으로 온다는 말을 듣고 촉한으로 망명했다. 연희 12년 정월이었다.
촉한에서의 하후패는 그 여동생 하후씨가 장비(張飛)의 아내였기에(유비가 원소, 관우가 조조에게 의탁할 당시 장비는 하후패의 사촌여동생을 납치하여 강제로 아내로 삼았다. 그 사이에서 태어난 사람이 경애황후와 장황후), 촉한에서 조운(趙雲)이 살아생전에 받았던 예우 못지않은 예우를 받았다. 하후패는 그곳에서 강유(姜維)의 도움으로 고락을 같이하며 위의 공세를 막았다.
260년, 조운이 시호를 받았을 때 이미 그 전에 하후패의 시호를 내렸다.

## 《삼국지연의》에서의 하후패
사마의의 천거로 제5차 북벌에서 아우들과 함께 출전했다. 262년, 북벌 당시 조양성에서 등애(鄧艾)와 싸우다 활에 맞아 죽었다.

## 같이 보기
- 하후걸